# Вдигнат юмрук
Вдигнатият юмрук или стиснатият юмрук е дългогодишен образ със смесено значение, често символ на солидарност, особено с политическо движение. Освен това е често срещан символ на антифашизма, социализма, комунизма, анархизма и други революционни социални движения. Може също да представлява поздрав за изразяване на единство, сила или съпротива.

## История
Произходът на вдигнатия юмрук като символ или жест е неясен. Използването му в профсъюзите, анархизма и работническото движение започва през 1910 г. Уилям „Големият Бил“ Хейууд, член-основател на индустриалните работници на света, използва метафората за юмрук като нещо по-голямо от сбора на неговите части по време на реч на стачката на коприната в Патерсън през 1913 г. Журналистът и социалистически активист Джон Ридд описва, че е чул подобно описание от участник в стачката. Голям вдигнат юмрук, издигащ се от тълпа от стачкуващи работници, е използван за насърчаване на масова стачка в Будапеща през 1912 г. В Съединените щати стиснатият юмрук е описан от списанието Mother Earth като „символ на социалната революция“ през 1914 г.

## Козируване
Различните движения понякога използват различни термини, за да опишат поздрава с вдигнат юмрук: сред комунистите и социалистите вдигнатият десен юмрук понякога се нарича „червен поздрав“, докато в Съединените щати той е широко известен като „поздрава на черната сила“, поради употребата му от много афроамериканци активисти. Паравоенната организация Rotfrontkämpferbund на Комунистическата партия на Германия използва поздрав с юмрук с дясната ръка още през 1924 г. По това време Съветският съюз вече е установил използването на традиционен руски военен поздрав. По време на Гражданската война в Испания понякога е бил известен като антифашисткия поздрав. В писмо от Гражданската война в Испания се казва: „...вдигнатият юмрук, който ви поздравява, не е просто жест – това означава битка за живот и свобода и поздрав за солидарност с демократичните народи по света.“

## Вижте още
- Поздрав „Черната сила“ на летните олимпийски игри 1968